# Sơn Viên
Sơn Viên là một xã thuộc huyện Nông Sơn, tỉnh Quảng Nam, Việt Nam.

## Địa lý
Xã Sơn Viên nằm ở phía đông huyện Nông Sơn, có vị trí địa lý: 
- Phía đông giáp huyện Quế Sơn
- Phía tây giáp thị trấn Trung Phước
- Phía nam giáp xã Quế Lộc
- Phía bắc giáp huyện Duy Xuyên.

Xã Sơn Viên có diện tích 25,17 km², dân số năm 2019 là 2.734 người, mật độ dân số đạt 109 người/km².

## Hành chính
Các đơn vị trực thuộc xã Sơn Viên:
- Trường Tiểu học Phạm Phú Thứ
- Trạm Y tế Sơn Viên
- Thôn Bình An
- Thôn Phước Bình
- Thôn Trung Yên